# Hsu Shu-ching
Hsu Shu-ching (chinois traditionnel : 許淑淨 ; pinyin : Xǔ Shūjìng) est une haltérophile taïwanaise, née le 9 mai 1991 dans le comté de Yunlin.

## Biographie
Originellement médaillée d'argent en moins de 53 kg aux Jeux olympiques de 2012 à Londres ; la médaille d'or lui est finalement attribuée en 2020, à la suite du déclassement de la kazakhe Zulfiya Chinshanlo.
Aux Jeux olympiques de 2016 à Rio de Janeiro, elle remporte la médaille d'or.

## Palmarès
- Jeux olympiques d'été :
  - Jeux olympiques de 2016 à Rio de Janeiro :
    -  Médaille d'or en haltérophilie femme -53 kg.

  - Jeux olympiques de 2012 à Londres :
    -  Médaille d'or en haltérophilie femme -53 kg.